# (14551) Itagaki
(14551) Itagaki (1997 UN8) – planetoida z pasa głównego asteroid okrążająca Słońce w ciągu 4,57 lat w średniej odległości 2,75 j.a. Odkryta 22 października 1997 roku.